# 道袍

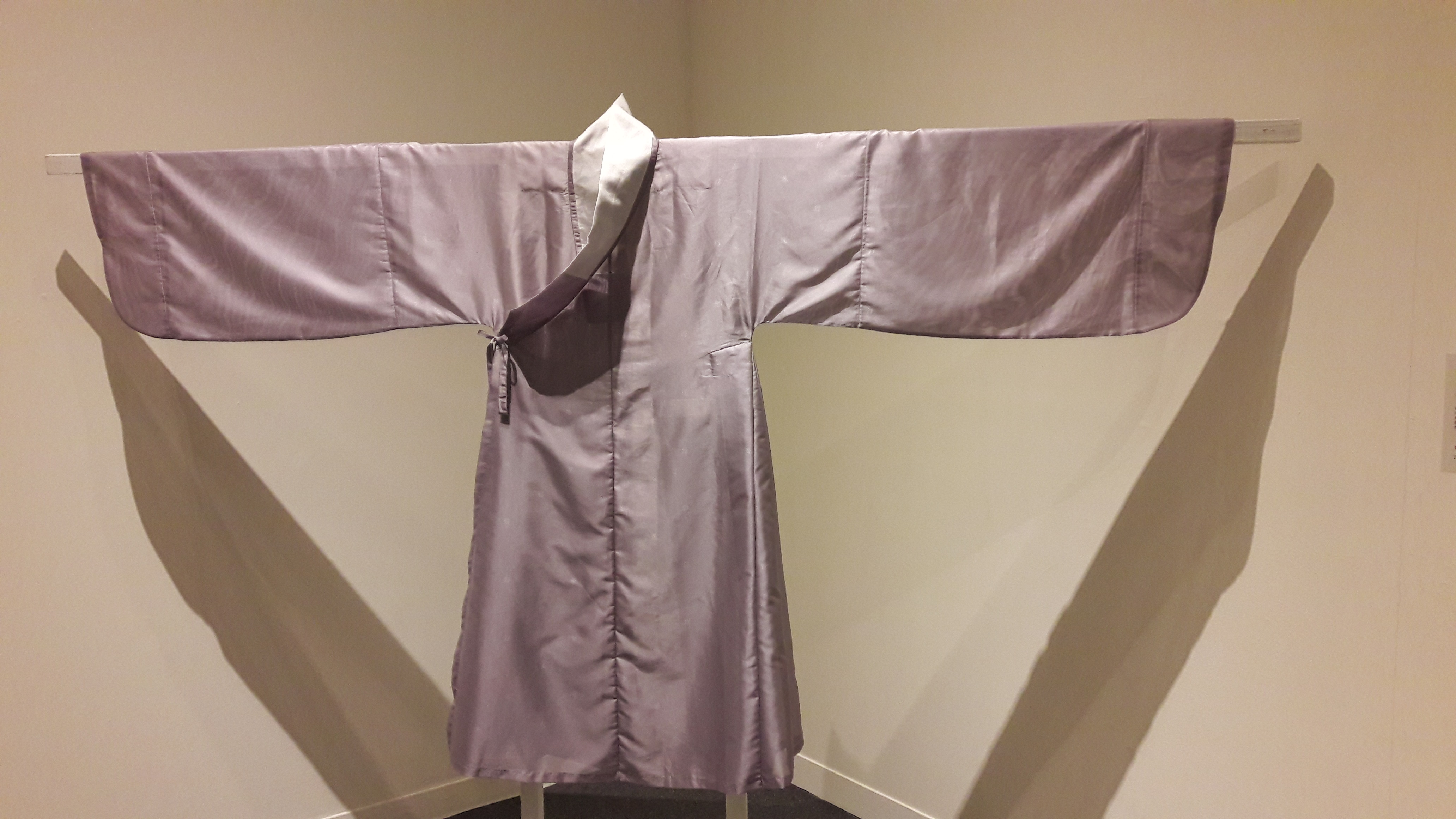
明式道袍（現代製品）

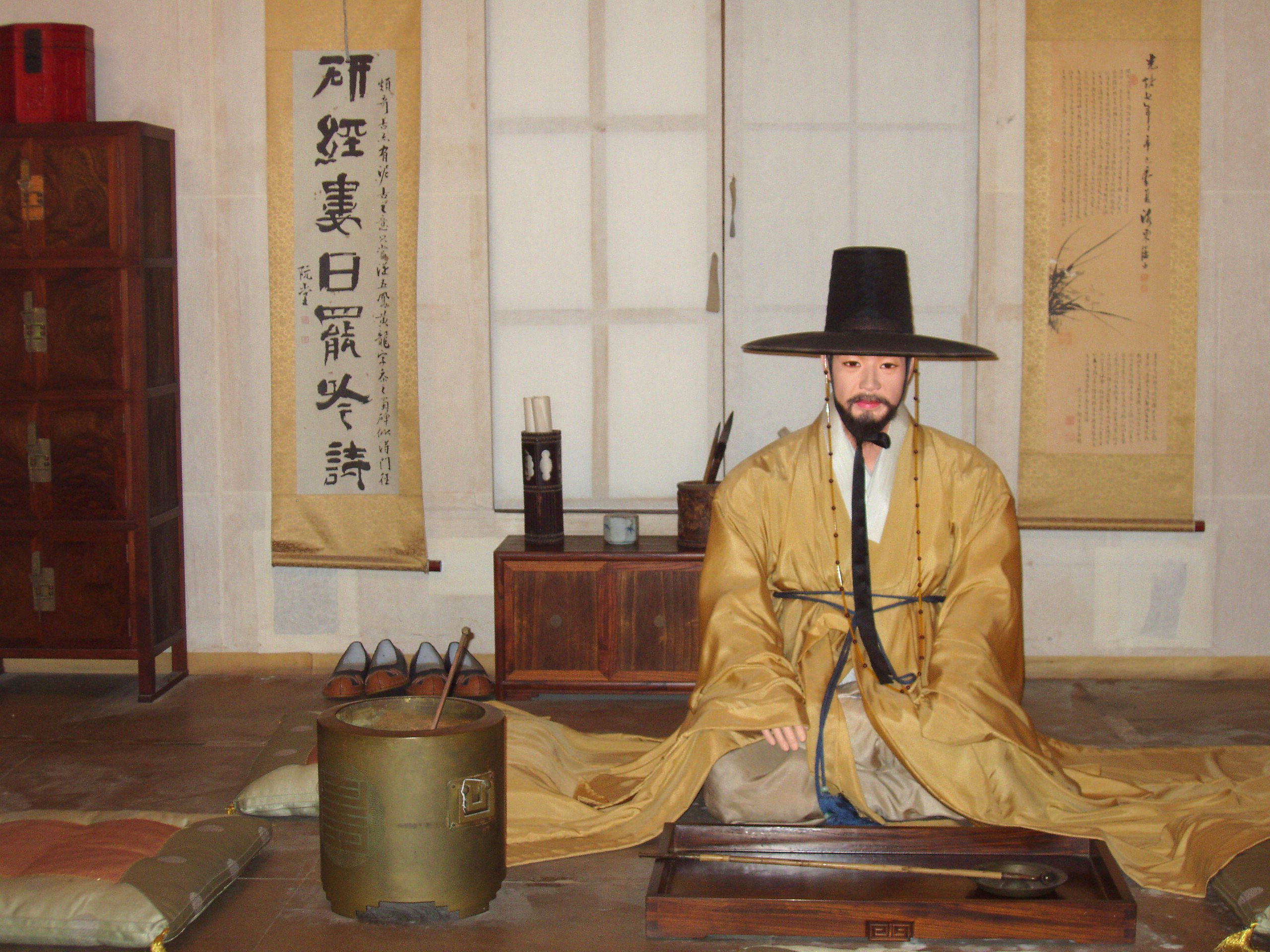
韓式道袍

道袍是一種產生於中國的袍服，亦传至屬國朝鮮和安南。始見於宋代，宋代士大夫男子時常穿著；至明朝嘉靖時期為各階層成年男子的正式服飾。儒生常以道袍為便服。除此以外還可以作为衬袍，庶民新郎的亦可作為婚服。
明朝道袍的結構為直领右衽大襟，兩側開衩並接有暗摆，暗襬存在多種打褶方法，褶子皆為死褶；內外襟有繫帶固定，领口常会缀上白色或素色护领。袖为宽大的琵琶袖。穿着时可配丝绦、布制细腰带或大带。
暗襬是道袍的特色，結構是將衣身前面腋下布料側邊接長布料，往前身內側打兩個死褶，剩下的部份往後折固定在後身內側。